# Liste de municipalités du Jalisco

Armoiries de l'État de Jalisco

L'État de Jalisco est composé de 125 municipalités. La capitale est Guadalajara.

## Liste des municipalités et des codes INEGI associés
Le code INEGI complet de la municipalité comprend le code de l'État - 14 - suivi du code de la municipalité. Exemple : Guadalajara = 14039. Chaque municipalité comprend plusieurs localités portant leur propre code. Ainsi, pour le chef-lieu de la municipalité, Guadalajara = 140390001.

État de Jalisco

Municipalités de l'État de Jalisco

| Code INEGI | Municipalité                  | Chef-lieu de municipalité     |
| ---------- | ----------------------------- | ----------------------------- |
| 001        | Acatic                        | Acatic                        |
| 002        | Acatlán de Juárez             | Acatlán de Juárez             |
| 003        | Ahualulco de Mercado          | Ahualulco de Mercado          |
| 004        | Amacueca                      | Amacueca                      |
| 005        | Amatitán                      | Amatitán                      |
| 006        | Ameca                         | Ameca                         |
| 007        | San Juanito de Escobedo       | San Juanito de Escobedo       |
| 008        | Arandas                       | Arandas                       |
| 009        | El Arenal                     | El Arenal                     |
| 010        | Atemajac de Brizuela          | Atemajac de Brizuela          |
| 011        | Atengo                        | Atengo                        |
| 012        | Atenguillo                    | Atenguillo                    |
| 013        | Atotonilco el Alto            | Atotonilco el Alto            |
| 014        | Atoyac                        | Atoyac                        |
| 015        | Autlán de Navarro             | Autlán de Navarro             |
| 016        | Ayotlán                       | Ayotlán                       |
| 017        | Ayutla                        | Ayutla                        |
| 018        | La Barca                      | La Barca                      |
| 019        | Bolaños                       | Bolaños                       |
| 020        | Cabo Corrientes               | El Tuito                      |
| 021        | Casimiro Castillo             | La Resolana                   |
| 022        | Cihuatlán                     | Cihuatlán                     |
| 023        | Zapotlán El Grande            | Ciudad Guzmán                 |
| 024        | Cocula                        | Cocula                        |
| 025        | Colotlán                      | Colotlán                      |
| 026        | Concepción de Buenos Aires    | Concepción de Buenos Aires    |
| 027        | Cuautitlán de García Barragán | Cuautitlán de García Barragán |
| 028        | Cuautla                       | Cuautla                       |
| 029        | Cuquío                        | Cuquío                        |
| 030        | Chapala                       | Chapala                       |
| 031        | Chimaltitán                   | Chimaltitán                   |
| 032        | Chiquilistlán                 | Chiquilistlán                 |
| 033        | Degollado                     | Degollado                     |
| 034        | Ejutla                        | Ejutla                        |
| 035        | Encarnación de Díaz           | Encarnación de Díaz           |
| 036        | Etzatlán                      | Etzatlán                      |
| 037        | El Grullo                     | El Grullo                     |
| 038        | Guachinango                   | Guachinango                   |
| 039        | Guadalajara                   | Guadalajara                   |
| 040        | Hostotipaquillo               | Hostotipaquillo               |
| 041        | Huejúcar                      | Huejúcar                      |
| 042        | Huejuquilla el Alto           | Huejuquilla el Alto           |
| 043        | La Huerta                     | La Huerta                     |
| 044        | Ixtlahuacán de los Membrillos | Ixtlahuacán de los Membrillos |
| 045        | Ixtlahuacán del Río           | Ixtlahuacán del Río           |
| 046        | Jalostotitlán                 | Jalostotitlán                 |
| 047        | Jamay                         | Jamay                         |
| 048        | Jesús María                   | Jesús María                   |
| 049        | Jilotlán de los Dolores       | Jilotlán de los Dolores       |
| 050        | Jocotepec                     | Jocotepec                     |
| 051        | Juanacatlán                   | Juanacatlán                   |
| 052        | Juchitlán                     | Juchitlán                     |
| 053        | Lagos de Moreno               | Lagos de Moreno               |
| 054        | El Limón                      | El Limón                      |
| 055        | Magdalena                     | Magdalena                     |
| 056        | Santa María del Oro           | Santa María del Oro           |
| 057        | La Manzanilla de La Paz       | La Manzanilla de La Paz       |
| 058        | Mascota                       | Mascota                       |
| 059        | Mazamitla                     | Mazamitla                     |
| 060        | Mexticacan                    | Mexticacan                    |
| 061        | Mezquitic                     | Mezquitic                     |
| 062        | Mixtlán                       | Mixtlán                       |
| 063        | Ocotlán                       | Ocotlán                       |
| 064        | Ojuelos de Jalisco            | Ojuelos de Jalisco            |
| 065        | Píhuamo                       | Píhuamo                       |
| 066        | Poncitlán                     | Poncitlán                     |
| 067        | Puerto Vallarta               | Puerto Vallarta               |
| 068        | Villa Purificación            | Villa Purificación            |
| 069        | Quitupan                      | Quitupan                      |
| 070        | El Salto                      | El Salto (es)                 |
| 071        | San Cristóbal de la Barranca  | San Cristóbal de la Barranca  |
| 072        | San Diego de Alejandría       | San Diego de Alejandría       |
| 073        | San Juan de los Lagos         | San Juan de los Lagos         |
| 074        | San Julián                    | San Julián                    |
| 075        | San Marcos                    | San Marcos                    |
| 076        | San Martín de Bolaños         | San Martín de Bolaños         |
| 077        | San Martín Hidalgo            | San Martín Hidalgo            |
| 078        | San Miguel El Alto            | San Miguel El Alto            |
| 079        | Gómez Farías                  | San Sebastián del Sur         |
| 080        | San Sebastián del Oeste       | San Sebastián del Oeste       |
| 081        | Santa María de los Ángeles    | Santa María de los Ángeles    |
| 082        | Sayula                        | Sayula                        |
| 083        | Tala                          | Tala                          |
| 084        | Talpa de Allende              | Talpa de Allende              |
| 085        | Tamazula de Gordiano          | Tamazula de Gordiano          |
| 086        | Tapalpa                       | Tapalpa                       |
| 087        | Tecalitlán                    | Tecalitlán                    |
| 088        | Techaluta de Montenegro       | Techaluta de Montenegro       |
| 089        | Tecolotlán                    | Tecolotlán                    |
| 090        | Tenamaxtlán                   | Tenamaxtlán                   |
| 091        | Teocaltiche                   | Teocaltiche                   |
| 092        | Teocuitatlán de Corona        | Teocuitatlán de Corona        |
| 093        | Tepatitlán de Morelos         | Tepatitlán de Morelos         |
| 094        | Tequila                       | Tequila                       |
| 095        | Teuchitlán                    | Teuchitlán                    |
| 096        | Tizapan El Alto               | Tizapan El Alto               |
| 097        | Tlajomulco de Zúñiga          | Tlajomulco de Zúñiga          |
| 098        | Tlaquepaque                   | Tlaquepaque                   |
| 099        | Tolimán                       | Tolimán                       |
| 100        | Tomatlán                      | Tomatlán                      |
| 101        | Tonalá                        | Tonalá                        |
| 102        | Tonaya                        | Tonaya                        |
| 103        | Tonila                        | Tonila                        |
| 104        | Totatiche                     | Totatiche                     |
| 105        | Tototlán                      | Tototlán                      |
| 106        | Tuxcacuesco                   | Tuxcacuesco                   |
| 107        | Tuxcueca                      | Tuxcueca                      |
| 108        | Tuxpan                        | Tuxpan                        |
| 109        | Unión de San Antonio          | Unión de San Antonio          |
| 110        | Unión de Tula                 | Unión de Tula                 |
| 111        | Valle de Guadalupe            | Valle de Guadalupe            |
| 112        | Valle de Juárez               | Valle de Juárez               |
| 113        | San Gabriel                   | San Gabriel                   |
| 114        | Villa Corona                  | Villa Corona                  |
| 115        | Villa Guerrero                | Villa Guerrero                |
| 116        | Villa Hidalgo                 | Villa Hidalgo                 |
| 117        | Cañadas de Obregón            | Cañadas de Obregón            |
| 118        | Yahualica de González Gallo   | Yahualica de González Gallo   |
| 119        | Zacoalco de Torres            | Zacoalco de Torres            |
| 120        | Zapopan                       | Zapopan                       |
| 121        | Zapotiltic                    | Zapotiltic                    |
| 122        | Zapotitlán de Vadillo         | Zapotitlán de Vadillo         |
| 123        | Zapotlán del Rey              | Zapotlán del Rey              |
| 124        | Zapotlanejo                   | Zapotlanejo                   |
| 125        | San Ignacio Cerro Gordo       | San Ignacio Cerro Gordo       |